# Tumnus

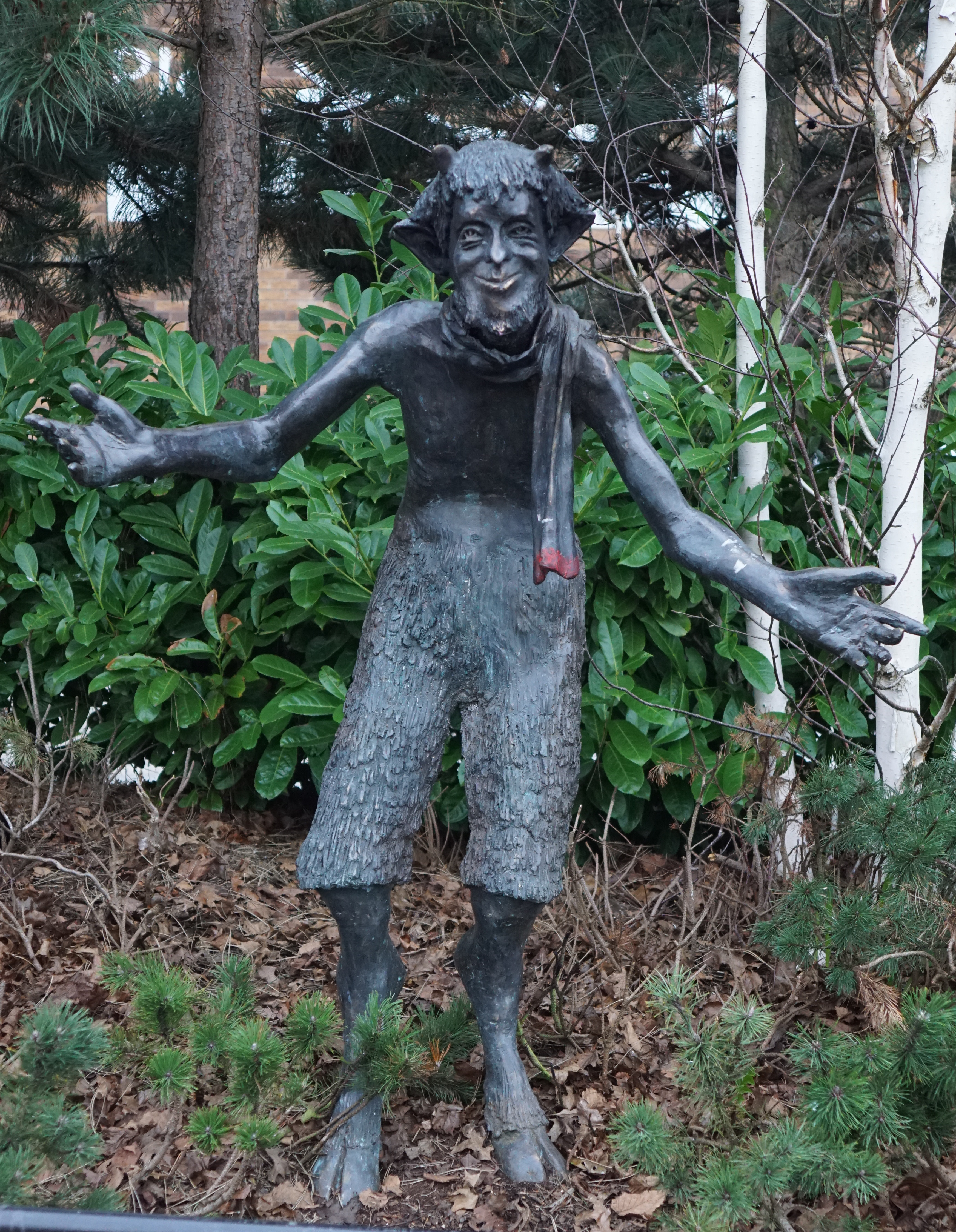
Meneer Tumnus (CS Lewis Square, Belfast)

Tumnus (Engels: Tumnus) is een personage uit Het betoverde land achter de kleerkast, Het paard en de jongen en Het laatste gevecht van De Kronieken van Narnia door C.S. Lewis.
Tumnus is een faun uit het land Narnia. Hij gelooft in een vrij Narnia dat verlost zal zijn van Jadis, de Witte Heks. Hij is iets groter dan Lucy en draagt een rode sjaal en een paraplu. Hij is vooral de vriend van Lucy, die hem beleefd 'Meneer Tumnus' noemt, maar in de Nederlandse versie zegt ze al heel gauw 'jij' tegen hem.

## Het betoverde land achter de kleerkast
Tumnus is het eerste wezen uit Narnia dat Lucy ontmoet in Narnia. Ze komen elkaar tegen in het Lantarenwoud, bij de lantaarn, waarna Tumnus haar naar zijn huis meeneemt. Hij begroet Lucy vriendelijk maar is van plan haar aan de Witte Heks uit te leveren. Hij gaat echter van Lucy houden en besluit haar in bescherming te nemen. Hij vertelt haar, dat de Witte Heks alle mensen wil oppakken, dus ook Lucy. Daarna brengt hij haar in veiligheid.
Later komt Lucy nog een keer langs en niet lang na haar vertrek wordt Tumnus opgepakt door Maugrim en de rest van de Geheime Politie. De Witte Heks verandert hem in steen. Maar voor de Slag van Beruna komt Aslan de stenen beelden, waaronder Tumnus, weer tot leven wekken en Tumnus helpt daarna nog in de Slag tegen de Witte Heks.
Tumnus wordt de belangrijkste adviseur en de beste vriend van de Koningen en Koninginnen Peter, Edmund, Susan en vooral van Lucy.

## Het paard en de jongen
Hierin speelt hij een kleine rol wanneer hij met Susan en Edmund in Tashbaan is. Hij verzorgt Shasta van wie iedereen denkt dat hij prins Corin is. Ook geeft hij Susan en Edmund raad hoe ze moeten ontsnappen.

## Het laatste gevecht
Hier is Tumnus in de tuin, in het nieuwe Narnia, samen met alle andere helden uit Narnia. Hij praat met Lucy, terwijl ze over het nieuwe Narnia heenkijken.